# Heinrich Himmler
Heinrich Luitpold Himmler (tyskt uttal: [ˈhaɪnʁɪç ˈluːɪtˌpɔlt ˈhɪmlɐr] ( lyssna)), född 7 oktober 1900 i München i Kejsardömet Tyskland, död 23 maj 1945 i Lüneburg i Tyskland, var en tysk nationalsocialistisk politiker, ursprungligen agronom. Himmler var chef för Schutzstaffel (SS) från 1929 till 1945. Han var riksdagsledamot från 1930, statssekreterare i inrikesministeriet 1936 och inrikesminister 1943–1945.
Som medlem i en reservbataljon under första världskriget var Himmler inte med om någon strid. Han studerade agronomi på universitet och gick med i Nationalsocialistiska tyska arbetarepartiet 1923 och SS 1925. År 1929 utsågs han till Reichsführer-SS av Adolf Hitler. Under de kommande 16 åren utvecklade han SS från en bataljon på bara 290 man till en miljonstark paramilitär och, på Hitlers order, inrättade och kontrollerade de nazistiska koncentrationslägren. Han var känd för sin goda organisationsförmåga och för att kunna välja ut mycket kompetenta underordnade, som Reinhard Heydrich. Från och med 1943 var han både chef för tysk polis samt inrikesminister och övervakade alla interna och externa poliser och säkerhetsstyrkor, inklusive Gestapo. Himmler hade ett livslångt intresse för ockultism. Han tolkade germansk nyhedendom och Völkisch-tron för att främja Nazitysklands raspolitik. 
Himmler bildade Einsatzgruppen och gav order om uppförandet av utrotningsläger. Som facilitator och övervakare av koncentrationslägren administrerade Himmler massmordet på ungefär sex miljoner judar, mellan 220 000 och 500 000 romer, miljoner polacker, ett stort antal krigsfångar samt homosexuella och människor med fysiska och mentala funktionsnedsättningar. Det totala antalet civila som dödats av regimen beräknas ligga mellan 11 och 14 miljoner människor. De flesta av dem var polska och sovjetiska medborgare.
Himmler insåg, strax före krigsslutet, att kriget var förlorat och försökte öppna fredssamtal med de allierade utan Hitlers vetskap, genom erbjudandet att överlämna sig själv i utbyte mot åtalseftergift. När Hitler fick höra detta avskedade han Himmler från alla sina tjänster i april 1945 och beordrade hans arrestering. Himmler försökte gömma sig, men arresterades av brittiska soldater kort därefter. Han begick självmord genom att svälja ett cyanidpiller i brittiskt häkte 23 maj 1945.

## Biografi

### Uppväxt och tidig karriär

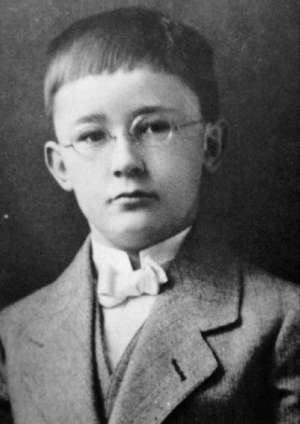
Heinrich Himmler år 1907.

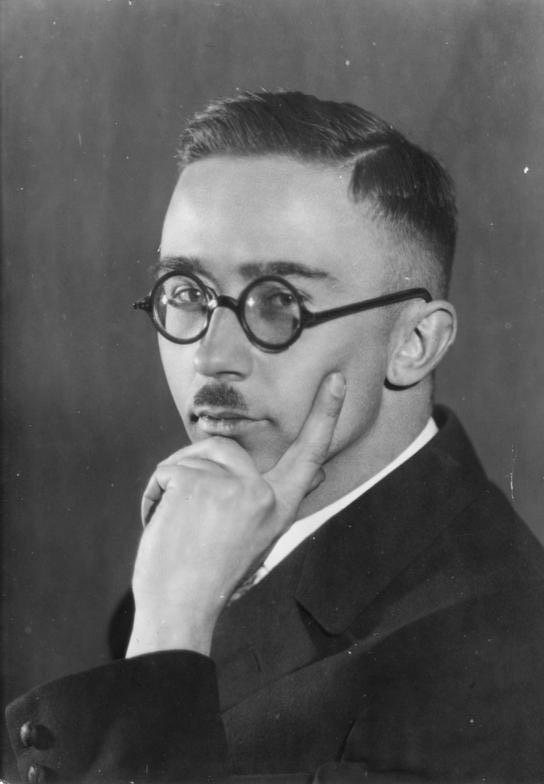
Heinrich Himmler år 1929.

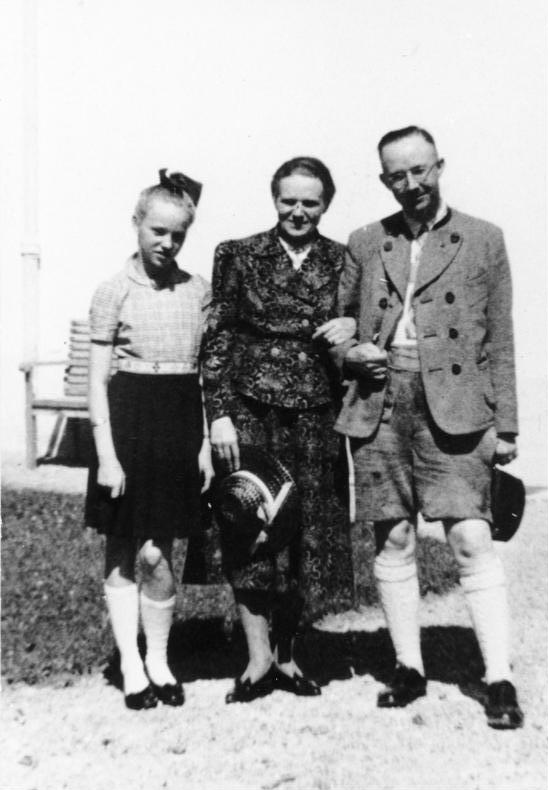
Heinrich Himmler längst till höger, till vänster hans dotter Gudrun och i mitten hans fru Margarete

Heinrich Luitpold Himmler var son till Joseph Gebhard Himmler (1865–1936), en lärare, och dennes hustru Anna Maria (1866–1941; född Heyder). Han hade en äldre bror, Gebhard Ludwig (född 29 juli 1898), och en yngre bror, Ernst Hermann (född 23 december 1905). I Himmlers familj rådde sträng katolicism och nationalkonservatism.
Himmlers gymnasietid delades mellan München och Landshut. Studierna dominerades av klassisk litteratur. På anmodan av sin far skrev Himmler dagbok. Dagboken visar att han var särskilt intresserad av krigsnyheterna under första världskriget (1914–1918). Han bad sina föräldrar att få börja på officersutbildning. Initialt var de tveksamma, men 1918 fick Himmler inleda sin skolning vid 11:e bayerska regementet. Senare samma år, den 11 november, tog kriget slut, och i och med den för tyskt vidkommande nesliga Versaillesfreden grusades Himmlers förhoppningar om att bli yrkesmilitär.
Från 1919 till 1922 studerade Himmler agronomi vid Münchens Technische Hochschule och gjorde praktik på en lantgård. I november 1923 deltog Himmler i Hitlers ölkällarkupp i München; Himmler stod under Ernst Röhms befäl. Vid denna tid inträdde han även i NSDAP. Kuppen misslyckades, och Hitler dömdes till 5 års fängelse; han släpptes dock redan efter drygt åtta månader. Under Hitlers fängelsevistelse ägnade sig Himmler, med Erich Ludendorffs goda minne, åt NS-Freiheitsbewegung.
År 1926 träffade Himmler sin blivande hustru, den sju år äldre, frånskilda Margarete Siegroth (född Boden). De gifte sig den 3 juli 1928 och fick sitt enda barn, dottern Gudrun, den 8 augusti 1929. Makarna Himmlers äktenskap började så småningom att knaka i fogarna, och de separerade 1940. Året därpå inledde Himmler en kärleksaffär med sekreteraren Hedwig Potthast; hon födde en son, Helge (född 1942) och en dotter, Nanette Dorothea (född 1944).

### Karriär inom SS
Vid NSDAP:s nygrundande 1925 utnämndes Himmler till Gregor Strassers sekreterare och ställföreträdande Gauleiter för Niederbayern-Oberpfalz. Himmler gick med i SS 1925 och utsågs två år senare till vice Reichsführer-SS under Erhard Heiden. Efter Heidens avsked i januari 1929 blev Himmler själv Reichsführer-SS, högste befälhavare för SS, som vid den tiden endast räknade 280 medlemmar. 
Fyra år senare, 1933, när Hitler och NSDAP grep makten i Tyskland, hade Himmlers SS ungefär 52 000 medlemmar. Himmler började nu, med bistånd av sin närmaste man Reinhard Heydrich, att försöka bryta SA:s kontroll över SS. Himmler införde hösten 1933 svarta uniformer för SS istället för de brunskjortor som SA bar. Konkurrensen mellan SA:s ledning och Himmler tilltog, och SA sågs alltmer som ett hot, inte bara gentemot det nazistiska ledarskapet, utan också mot den reguljära tyska armén. 1934 krävde också president Hindenburg, under hot om undantagstillstånd, att åtgärder vidtogs. SA:s ledare, Ernst Röhm, hyste socialrevolutionära ståndpunkter, och menade - trots att Hitler redan gripit den exekutiva makten - att den ”riktiga” revolutionen ännu inte hade ägt rum. En del nazistiska ledare tolkade detta som om Röhm förberedde en statskupp mot Hitler. Himmler och Göring övertalade Hitler att Röhm var tvungen att röjas ur vägen. Tillsammans med Heydrich, Kurt Daluege och Walter Schellenberg planlade Himmler och Göring en utrensning inom SA. Planen sattes i verket den 30 juni 1934 och fick namnet de långa knivarnas natt. En rad SA-män och politiska motståndare mördades, förutom Röhm, även Gregor Strasser och den tidigare rikskanslern Kurt von Schleicher. Dagen därpå, den 1 juli, blev SS en oberoende organisation inom nazistpartiet.
Den 17 juni 1936 stärktes Himmlers makt ytterligare, då han utnämndes till ”Chef för den tyska polisen”. Himmler var dock formellt underordnad inrikesminister Wilhelm Frick. Inte förrän 1943, då Himmler utsågs till inrikesminister, blev hans makt över Tysklands polisväsen oinskränkt. Kort efter andra världskrigets utbrott 1939 gick Gestapo, Kripo och Sicherheitsdienst (SD) upp i det nybildade Reichssicherheitshauptamt (RSHA), och Heydrich blev dess chef, underställd Himmler.
Under 1930-talets andra hälft utvecklade SS sin egen militära gren, SS-Verfügungstruppe, som senare blev Waffen-SS.

### Himmler och Förintelsen
Efter de långa knivarnas natt 30 juni 1934 fick SS-Totenkopfverbände till uppgift att organisera och administrera Tredje rikets koncentrationsläger, och efter Operation Barbarossa 1941 även förintelselägren i det ockuperade Polen. SS fick i uppdrag att, genom sin underrättelsetjänst, Sicherheitsdienst , spåra upp judar, romer, kommunister och homosexuella och andra som av den nazistiska regimen ansågs vara Untermenschen och internera dem i koncentrationsläger. Himmler lät den 22 mars 1933 öppna ett av de första koncentrationslägren, Dachau i södra Tyskland. Himmler kom att bli en av Förintelsens främsta organisatörer, och stödde sig i detta på bland annat mysticism och en fanatisk tro på den nazistiska rasideologin, som den hade formulerats i bland annat Der Mythus des zwanzigsten Jahrhunderts av Alfred Rosenberg. Himmler hävdade att han var en reinkarnation av den sachsiske hertigen Henrik Fågelfångaren, som blev den förste tyske kungen. 
Till skillnad från Adolf Hitler besökte Himmler koncentrationsläger och krigsfångeläger. I augusti 1941 bevittnade Himmler en massarkebusering av judar i Minsk. Enligt hans adjutant, SS-Obergruppenführer Karl Wolff, blev Himmler helt blek i ansiktet och började skaka, då hjärnsubstans från ett av offren hamnade på hans uniformsrock. Kort efter denna händelse försökte SS finna andra, effektivare metoder för massavrättningar.

#### Himmlers tal i Posen
Den 4 oktober 1943 höll Himmler ett flera timmar långt tal vid ett hemligt möte i Posens rådhus. Närvarande var 92 SS-generaler: 33 Obergruppenführer, 51 Gruppenführer och 8 Brigadeführer. Himmler talade om det politiska och militära läget och kom även in på judeförintelsen:
| ” | Jag skall här fullt öppet inför Er också nämna ett mycket svårt kapitel. Bland oss bör det någon gång nämnas helt öppet, men trots det kommer vi aldrig att tala offentligt om det. Jag syftar nu på judeevakueringen, utrotningen av det judiska folket. De flesta av Er torde veta vad det innebär när 100 lik ligger samlade, när 500 eller 1 000 ligger där. Att ha stått ut med detta och ändå – bortsett från undantag av mänsklig svaghet – ha förblivit anständiga, det har gjort oss hårda. Detta är ett blad i vår historia som aldrig har skrivits och aldrig kommer att skrivas, men ett ärofullt blad, för vi vet hur svårt vi skulle ha haft det om vi fortfarande i varje stad – vid bombangreppen, under alla krigets bördor och umbäranden – hade haft judarna som hemliga sabotörer, agitatorer och uppviglare. | „ |

### Fredsförhandlingar, arrestering och död
Vårvintern 1945 hade Himmler förlorat hoppet om en tysk seger i kriget. Han ansåg, att det var nödvändigt att sluta fred med Storbritannien och USA för att Tredje riket skulle kunna överleva. Himmler trodde på en separatfred med de västallierade; Hitler, däremot, förutspådde att Sovjetunionen skulle kunna utgöra en partner för fredssamtal. Genom flera mellanhänder kontaktade Himmler, utan Hitlers vetskap, greve Folke Bernadotte, dåvarande vice ordförande för svenska Röda Korset för att förhandla fram en fred med de västallierade. Himmler hyste förhoppningen om att brittiska och amerikanska styrkor därefter skulle ansluta sig till det sargade tyska Wehrmacht och vända sig mot sin allierade Sovjetunionen.
Himmler befann sig i Berlin i samband med att Hitler fyllde 56 år den 20 april 1945. Samma dag flög den judiske köpmannen Norbert Masur, representant för den judiska världskongressen, med falska identitetshandlingar, till Berlin och överlämnade till Himmler en förteckning över judiska interner som man krävde skulle frisläppas från olika tyska koncentrationsläger och fängelser. Natten till den 21 april ägde ett långt samtal rum mellan Masur och Himmler. Vid det nattliga mötet, som anordnades på Felix Kerstens gård i närheten av Berlin, närvarade, förutom Himmler, Masur och Kersten, även Walter Schellenberg och Rudolf Brandt. Himmler kunde inte tillmötesgå alla Masurs krav, men han gick med på att släppa ett hundratal judar från Ravensbrück. Kort därefter lämnade Himmler det av ryska trupper i princip inringade Berlin. Natten mellan den 23 och den 24 april ägde ett möte rum i Lübeck mellan Himmler och representanter för de västallierade, men förhandlingarna med dessa och även med Folke Bernadotte gick om intet.

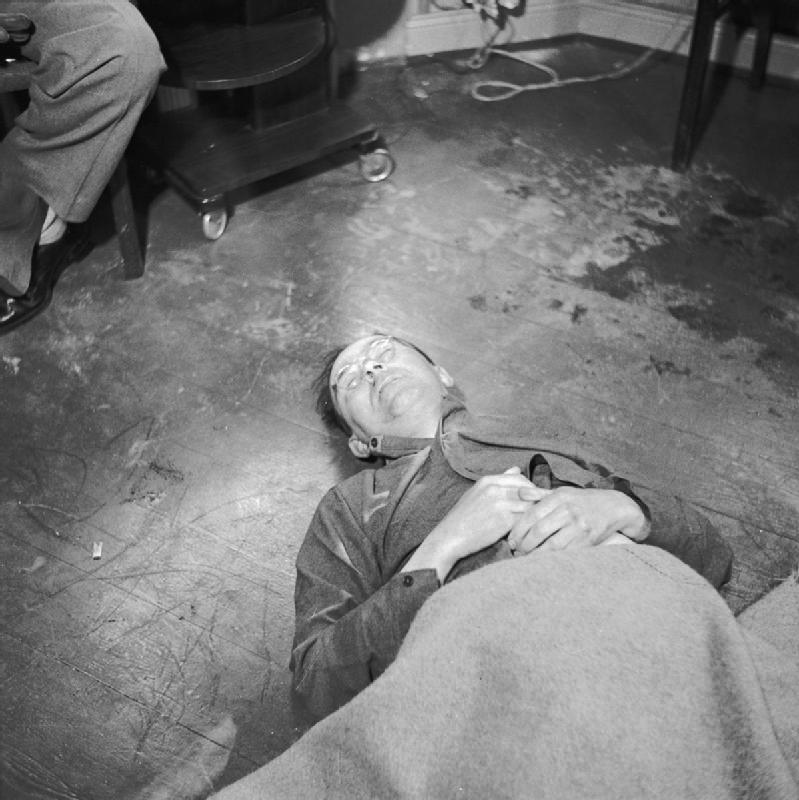
Heinrich Himmler efter sitt självmord den 23 maj 1945.

Hitler fick den 28 april vetskap om Himmlers i lönndom förda fredsförhandlingar; han uteslöt omedelbart Himmler ur NSDAP och avskedade honom som chef för SS. Dagen därpå uteslöt Hitler Himmler ur sitt politiska testamente som förrädare. Då Himmler insåg att han inte kunde återvända till Berlin, anslöt han sig i början av maj till storamiral Dönitz provisoriska regeringshögkvarter i Plön i östra Schleswig-Holstein. Dönitz, som vid tillfället var överbefälhavare för samtliga tyska trupper i västfrontens norra delar, gjorde dock direkt klart för Himmler att det inte fanns någon plats för denne i den nya regeringen. Himmler gjorde då ett sista försök och erbjöd general Dwight Eisenhower Tysklands kapitulation i utbyte mot att få slippa åtal och rättegång efter krigets slut. Eisenhower vägrade att ha någonting med Himmler att göra, och Himmler kom att under några dagar planlöst vandra kring Flensburg i norra Schleswig-Holstein, nära gränsen till Danmark. 
Efter Tysklands villkorslösa kapitulation den 7 maj 1945, bytte Himmler om till vanlig uniform, rakade av sig sin mustasch och satte en lapp för ena ögat. Den 12 maj hamnade han i brittisk krigsfångenskap där han satt under falsk identitet som fältväbel Heinrich Hitzinger. Himmlers identitetshandlingar väckte dock misstanke, och den 22 maj arresterades han av den brittiske sergeanten Arthur Britton. Kort innan förhöret med honom skulle inledas dagen därpå, begick Himmler självmord genom att bita sönder en cyanidkapsel han hade haft gömd i munnen. Han begravdes i en anonym grav på Lüneburgheden i norra Tyskland.

## Befordringshistorik inom SS
Himmler hade titeln Reichsführer-SS från 1929, men den blev inte en egentlig grad förrän 1934.
| Datum          | Tjänstegrad          |
| -------------- | -------------------- |
| februari 1925  | SS-Führer            |
| september 1926 | SS-Gauführer         |
| mars 1927      | SS-Oberführer        |
| 6 januari 1929 | SS-Gruppenführer     |
| 1 januari 1933 | SS-Obergruppenführer |
| 1 juli 1934    | Reichsführer-SS      |

## Utmärkelser
Politiska utmärkelser
- Blodsorden
- NSDAP:s partitecken i guld
- Hitlerjugends gyllene hedersutmärkelse med eklöv
- Traditions- und Gau-Abzeichen
- Nürnbergska partidagsutmärkelsen 1929
- NSDAP:s tjänsteutmärkelse i brons
- NSDAP:s tjänsteutmärkelse i silver
- Hedersärmvinkel

SS- och polisutmärkelser
- SS tjänsteutmärkelse i silver
- Totenkopfring
- SS Hederssvärd
- SS-Zivilabzeichen (-Z.A. nummer 2)
- SS-Julleuchter

Tyska civila utmärkelser
- Tyska Olympiska Hederstecknet av första klassen
- Tyska välfärdsmedaljen

Militära utmärkelser
- Pilot- och observatörsmärket i guld med diamanter

Militära tjänsteutmärkelser
- Anschlussmedaljen (Medaille zur Erinnerung an den 13. März 1938)
- Sudetenlandmedaljen (Medaille zur Erinnerung an den 1. Oktober 1938) med Pragspännet
- Memelmedaljen (Medaille zur Erinnerung an die Heimkerhr des Memellandes 22. März 1939)
- Schutzwallmedaljen: 1944

Idrottsutmärkelser
- Tyska idrottsutmärkelsen i silver
- SA:s idrottsutmärkelse i brons